# Житомир (град)
Житомир (укр. Житомир, рус. Житомир) град је у северозападном делу Украјине и административни центар Житомирске области. Град је саобраћајно средиште и лежи на историјском путу који повезује град Кијев са западом и пролази кроз град Брест. У области се такође налази град Озерн у коме се налазила стратешка ваздухопловна база још из доба Хладног рата. Према процени из 2012. у граду је живело 271.895 становника.
Најважније екномске активности у Житомиру су производња хране, обрада дрвета, производња класичних инструмената, метална индустрија и ископовање гранита.
Житомирска област је центар Пољске мањине у Украјини, и у самом граду се налази велико католичко гробље, које је основано 1800. године. Сматра се за треће пољско гробље по величини ван граница Пољске, одмах после гробља у Лавову и Вилњусу.

## Географија
Житомир се налази у јединственом природном окружењу. Све стране града су окружене старим шумама, кроз које теку реке Тетерив, Камјанка, Крошенка и Путитјанка. Река Тетерив формира природну границу на југу Житомира, иако постоје нека мала насеља и ван тих граница. У граду се налази и доста паркова и градских тргова.
Структура и распоред улица у Житомиру је звездастог облика, са главним градским тргом који се зове Црквени трг (укр. Maidan Sobornyi) у центру. Историјски центар Житомира се налази у јужном делу града.

## Историја
По легенди Житомир је основан 884. године од стране Житомира, принца словнеског племена Древљана. Житомир је био један од истакнутијих градова у Кијевској Русији. Први подаци о граду сежу у 1240. годину, када је похаран од стране Монгола Бату-кана.
1320. године Житомир је освојен од стране Велике кнежевине Литваније и добио Магдебуршка права 1444. године. После Лублинске уније (1569) Житомир је постао део Круне Краљевине Пољске 1667. године. У периоду после Андрусовског споразума, град је постао престоница Кијевског Војводства. Од Друге поделе Пољске 1793. припао је Руској Империји и проглашен је за главни град области Волиње. У кратком периоду Украјинске независности, био је главни град државе (1918). Од 1920. је био под влашћу Совјета.
Током Другог светског рата, град је провео три године под окупацијом од стране Нацистичке Немачке. У граду је био главни штаб Хајнриха Химлера у Украјини. Немци су Житомирску област звали Житомирски главни дистрикт и користили су је као лабораторију за Химлерове активисте. Извршено је уништавање Јеврејске мањине, а у исто време је вршена колонизација од стране Немаца. Овај метод нигде није примењен осим у Пољској. Овај план није до краја спроведен, највише због тога што рат није довољно дуго трајао и због сталних партизанских напада на немачке положаје. Уз уништавање јеврејске мањине, Химлер се залагао и за свођење украјинске популације на што мању меру.
Од 1991. године град је постао део независне Украјине. Средином 90-их година прошлог века у граду је радио каменолом гранита Соколив, али је касније затворен и поплављен.
Од 1992. године Житомир је центар епархије Украјинске православне цркве Кијевске патријаршије, а од 2018. године – Помесне православне цркве Украјине (катедрала је саборни храм Светог Михаила).

## Саобраћај
Житомир је важно транспортно чвориште: кроз град пролази магистрални пут М06, који повезује Кијев са Лавовом, Варшавом и Измаилом, као и путеви Е40, Е583, М21.
Удаљеност Житомира од других већих градова:
- Варшава ~ 678км
- Лублин ~ 497км
- Лавов ~ 402км
- Кијев ~ 130км
- Черкаси ~ 331км
- Чернивци ~ 369км
Јавни превоз у Житомиру чине тролејбуси, аутобуси и минибусеви. Користе се и трамваји, али само на једној линији. Пре се користило више линија, али су оне укинуте јер се сматрало да су трамваји лоши за коришћење у јавном превозу. Први трамваји су уведени још 1899. године, чиме је Житомир био пети град у данашњој Украјини који је користио електричне трамваје. Тројебуси се користе од 1962. године.

## Становништво
Према процени, у граду је 2009. живело 274.747 становника.
| 1989.   | 2001.   | 2009.   |
| ------- | ------- | ------- |
| 292.097 | 284.236 | 274.747 |

## Градови побратими
- Кутаиси
- Монтана
- Плоцк

## Галерија
- Позориште у Житомиру
- Трг победе
- Црква Светог Михајла
- Кијевски (раније Лењинов) булевар